# Jersey Bailiffség
A Jersey Bailiffség Jersey szigetéből és több lakatlan szigetből álló brit koronafüggőség. Nem tagja az Európai Uniónak.

## Földrajz
A Jersey Bailiffséghez az alábbi szigetek tartoznak:
- Ecréhous
- Jersey
- Les Dirouilles
- Minquiers
- Pierres de Lecq

## Történelem
A Csatorna-szigetek az i. e. 8000 körül enyhülni kezdő késői jégkorszak alatt végbemenő tengerszint emelkedés előtt, a kontinentális szárazföldhöz tartozott.  Ennek megfelelően már korán benépesültek a szigetcsoport tagjai. A földművelés jelenlétéről ma 15 dolmen és néhány menhir tanúskodik. Eredetileg minden Csatorna-sziget a normandiai herceg felségterületéhez tartozott. Hódító Vilmos herceg 1066-ban elfoglalta Angliát. 1204-ben az angol királyok lemondtak a normandiai hercegségről, a Csatorna-szigetek kivételével.
A kereskedelem volt a gazdaság alapja, amit elősegített az Anglia és Franciaország közötti semlegesség. Az élet a mezőgazdaságon, malomiparon, halászaton, hajógyártáson és posztógyártáson nyugodott egészen addig, amíg a szállítás 19. századi fejlődése meg nem indította a sziget idegenforgalmát.
1940-ben a mintegy 30 ezer főnyi lakosságot  kitelepítették, mielőtt a második világháború idején a németek elfoglalták Jersey szigetét. Ezekből az időkből származnak a part mentén található erődítmények és egy kényszermunkások által épített kórház is, melyben a harcban megsebesült katonákat ápolták. A normandiai partraszállás folyamán a sziget sértetlen maradt. Hivatalos közlés szerint, nem akartak időt pocsékolni az apró sziget felszabadítására, mások mélyebbre ható államjogi és politikai okokra gyanakodtak. Így fordulhatott elő, hogy a szigeten lévő német katonák csak a háború végeztével kapituláltak (1945. május 9.).
Gerald Durrell 1959-ben itt alapította híres állatkertjét.

## Gazdaság
Gazdasági életének alapjai a turizmus és a kereskedelem. Világhíres jó minőségű krumplijáról aminek termesztése a mezőgazdaság 80%-át jelenti. A sziget legtöbb bevétele  a nemzetközi pénzügyi szolgáltatásokból származik, az alacsony adók és a vámmentesség népszerűvé tette a befektetők számára. Az utóbbi években pedig a könnyűipari és az elektronikai ipart fejlesztették.

## Népesség
Lakossága 90 ezer fő, angolok és franciák (normann leszármazottak). Kb. 40 ezer a vendégmunkás, akik főleg lengyelek és portugálok.
Az angol mellett a francia nyelvet is beszélik. A régi jersey nyelvet már csak egy elenyésző közösség beszéli.

## Közlekedés
A Jersey-i repülőtér forgalmas repülőtér.